# أليكس مؤنس
أليكس مؤنس (بالإنجليزية: Alex Monis)‏ هو لاعب كرة قدم أمريكي في مركز الهجوم، ولد في 20 مارس 2003 في دانرز غروف في الولايات المتحدة.

## وصلات خارجية
- أليكس مؤنس على موقع الدوري الأمريكي (الإنجليزية)
- أليكس مؤنس على موقع قاعدة بيانات كرة القدم.إي يو (الإنجليزية)
- أليكس مؤنس على موقع ناشيونال فوتبول تيمز (الإنجليزية)
- أليكس مؤنس على موقع Soccerway.com (الإنجليزية)